# 巴克萊資本
巴克萊資本（英語：Barclays Capital ）为跨国银行控股公司巴克萊銀行（Barclays  PLC）集团之投資銀行子公司。
2008年9月，雷曼兄弟破產後，巴克萊銀行則收購雷曼兄弟在美洲的業務，並劃入其投資銀行分部，使得巴克萊資本在北美市場的業務和影響大幅增加。